# Andrzej Nespiak
Andrzej Nespiak (ur. 23 listopada 1921 we Lwowie, zm. 11 stycznia 1981 we Wrocławiu) – polski botanik, mykolog, wykładowca Wyższej Szkoły Rolniczej i Akademii Medycznej we Wrocławiu.

## Życiorys
Andrzej Nespiak ukończył gimnazjum i liceum ogólnokształcące we Lwowie. Egzamin dojrzałości złożył w 1939 roku. Podczas okupacji pracował w Instytucie Badań nad Tyfusem Plamistym i Wirusami, prowadzonym przez profesora Rudolfa Weigla, ewakuowanym pod koniec wojny do Krakowa. Tam w 1946 roku rozpoczął studia na Wydziale Matematyczno-Przyrodniczym Uniwersytetu Jagiellońskiego. Po dwóch latach przeniósł się na Wydział Nauk Uniwersytetu Wrocławskiego. Dyplom magistra filozofii w zakresie botaniki uzyskał w 1950 roku.
Po zakończeniu studiów został asystentem w Katedrze Fitopatologii Wydziału Rolniczego Uniwersytetu Wrocławskiego. Po utworzeniu rok później Wyższej Szkoły Rolniczej został jej pracownikiem naukowym: w 1952 roku uzyskał stopień doktora, a w 1961 habilitację. Pomiędzy 1953 a 1955 rokiem był adiunktem w Katedrze Fitopatologii Szkoły Głównej Gospodarstwa Wiejskiego. W 1961 roku został kierownikiem Pracowni Mykologii w Katedrze Botaniki Wyższej Szkoły Rolniczej. Dziesięć lat później mianowano go kierownikiem Zakładu Botaniki Instytutu Biologiczno-Farmaceutycznego Akademii Medycznej we Wrocławiu. W 1975 roku otrzymał stanowisko profesora nadzwyczajnego.
Był członkiem Polskiego Towarzystwa Botanicznego i Polskiego Towarzystwa Fitopatologicznego, przewodniczącym Rady Redakcyjnej „Acta Mycologica”. Redagował VII tom Flory Polski poświęcony rodzajowi Cortinarius. Był odznaczony Krzyżem Kawalerskim Orderu Odrodzenia Polski (1978) i Złotym Krzyżem Zasługi (1975), otrzymał między innymi nagrody: Rektora Wyższej Szkoły Rolniczej we Wrocławiu (1970), Naukową Wydziału Nauk Biologicznych PAN (1976), Rektora Akademii Medycznej we Wrocławiu (1978). Zmarł po ciężkiej chorobie w styczniu 1981 roku, został pochowany na cmentarzu św. Wawrzyńca.

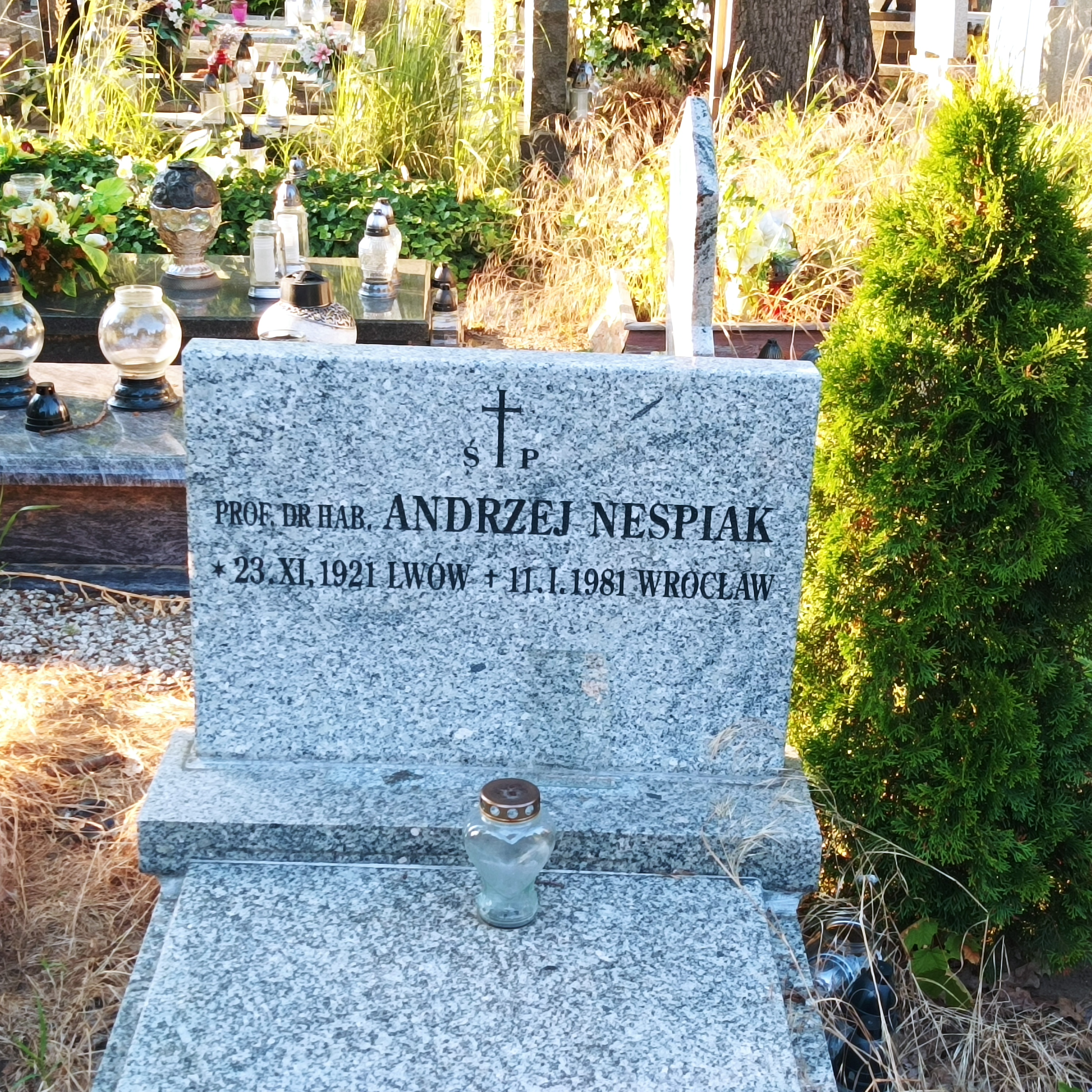
Grób prof. Andrzeja Nespiaka na Cmentarzu św. Wawrzyńca we Wrocławiu